# P.O.W.: Prisoners of War
P.O.W.: Prisoners Of War (Japans: 脱獄) is een computerspel dat werd ontwikkeld en uitgegeven door SNK. Het spel kwam in 1988 uit als arcadespel. Later volgde ook releases voor andere platforms. De speler speelt een gevangen militair die uit zijn cel ontsnapt en zich een weg door de basis moet vechten. Hij maakt hierbij gebruik door middel van hand, messen, geweren en helikopters. Elk level wordt afgesloten door een eindbaas. De wapens kunnen bemachtigd worden door ze van tegenstanders af te pakken of uit kamers op te rapen. Het spel kan met een of twee spelers tegelijkertijd gespeeld worden. Het spel op de NES kan met maximaal 1 persoon gespeeld worden.

## Platforms
| Jaar | Platform           |
| ---- | ------------------ |
| 1988 | Arcade             |
| 1989 | NES                |
| 2008 | Windows            |
| 2011 | PSP, PlayStation 3 |

## Ontvangst
| Beoordeeld door                 | Platform | Jaar | Score |
| ------------------------------- | -------- | ---- | ----- |
| Top Secret                      | NES      | 1993 | 100   |
| VideoGame                       | NES      | 1991 | 80    |
| Electronic Gaming Monthly (EGM) | NES      | 1989 | 72    |
| All Game Guide                  | Arcade   | 1998 | 60%   |